# Bråviken
Koordinaten: 58° 38′ 41″ N, 16° 23′ 20″ O

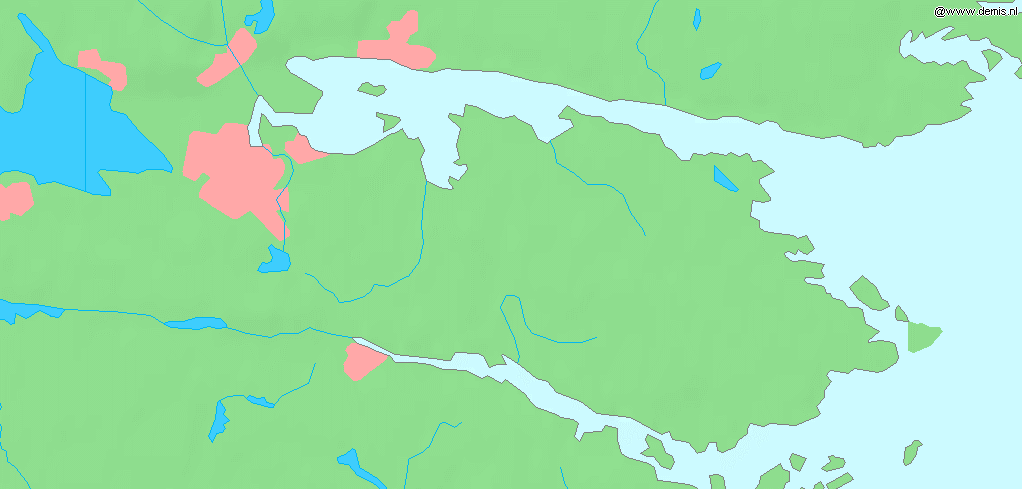
Bråviken ist die nördliche Bucht, die südliche ist Slätbaken

Bråviken ist ein Fjärd der Ostsee in der schwedischen historischen Provinz Östergötland.
Die Bucht ist über 50 km lang und reicht bis zur Insel Lindö, die Norrköping vorgelagert ist. Die meisten Ortschaften liegen am steilen Nordufer, wogegen die Südseite durch flache Landwirtschaftsflächen geprägt ist. Einige Bereiche der Bucht sind als Naturschutzgebiet ausgewiesen, der Südteil als Ramsar-Gebiet Södra Bråviken (3SE046). Die russische Firma Peter Gaz ersuchte 2006 bei den schwedischen Behörden die Erlaubnis für Untersuchungen im Bråviken, die klarstellen sollen, ob das Verlegen einer Erdgasleitung in der Bucht möglich ist. Diese Leitung soll eine Abzweigung der neuen Gasleitung von Russland nach Deutschland werden.
Im Umfeld der Bucht soll die legendäre Schlacht von Bråvalla stattgefunden haben.